# Kenny „Blues Boss“ Wayne

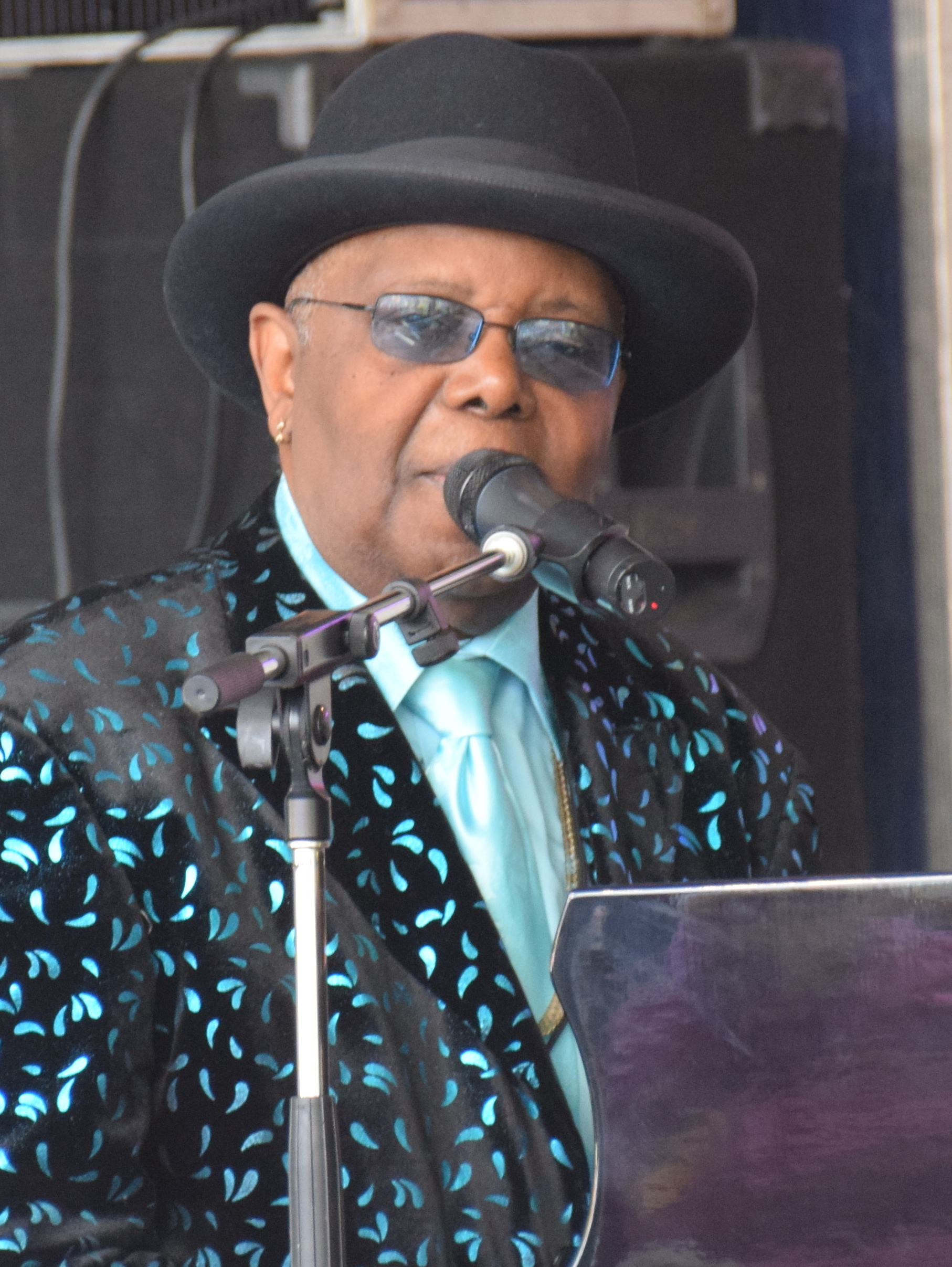
Kenny „Blues Boss“ Wayne (2018)

Kenny „Blues Boss“ Wayne (* 13. November 1944 in Spokane, Washington, USA als Kenneth Wayne Spruell) ist ein US-amerikanischer Blues-, Boogie-Woogie- und Jazzmusiker (Piano, Gesang) und Songwriter, der seit den frühen 1980er Jahren in Kanada lebt und laut Allmusic als ein führender Musiker der dortigen Bluesszene gilt.

## Biografie
Kenneth Wayne Spruell wurde am 13. November 1944 in Spokane (Washington) geboren. Sein Vater, ein Prediger, wollte, dass Wayne Gospelmusik spielte, aber durch seine Mutter wurde Wayne schon früh mit der Musik von Nat King Cole, Little Willie John und Fats Domino vertraut. Vom Bruder seines Vaters lernte er den Boogie-Woogie kennen. Die Familie zog nacheinander nach New Orleans, San Francisco, Los Angeles und Compton (Kalifornien). Während er aufwuchs, ließ sich Wayne zusätzlich von Ray Charles, Charles Brown, Floyd Dixon, Big Joe Turner und etlichen anderen inspirieren.
In den 1960er und 1970er Jahren lebte Wayne in Los Angeles und wurde von verschiedenen Pop- und Rockmusikern, darunter Delaney & Bonnie und Billy Preston, als Sideman eingesetzt. In den frühen 1980er Jahren zog Wayne nach Vancouver (British Columbia, Kanada). 1994, nach einer Europatour, wandte er sich gänzlich dem Blues zu; sein Spitzname „Blues Boss“, abgeleitet von Amos Milburns Albumtitel The Return of the Blues Boss (1963), stammt aus dieser Zeit. 1995 erschien sein Debütalbum Alive & Lose. Es folgten die Alben Blues Boss Boogie (1998, mit Shuggie Otis als Gastmusiker), Blues Power (2002, aufgenommen in Paris), 88th & Jump Street (2002, mit einem Cameo-Auftritt von Jeff Healey), Let It Loose (2005, Juno Award 2006 als „Best Blues Album“) und Can’t Stop Now (2008).
2009 war Wayne in dem Dokumentarfilm International Boogie Woogie zu sehen, der beim Houston International Film Festival mit einem Gold Remi ausgezeichnet wurde. 2009 brachte er mit den Pianisten Julian Fauth, Curley Bridges und Bobby Dean Blackburn das Album Electro-Fi Records Presents Blues Piano-Rama heraus.
Am Album An Old Rock on a Roll (2011) wirkten der Gitarrist Duke Robillard und Mitglieder der Band Roomful of Blues mit. Auf dem nächsten Album Rollin’ with the Blues Boss (2014) waren Diunna Greenleaf und Eric Bibb als Gäste zu hören. Auf Jumpin’ & Boppin’ (2016) war wiederum Duke Robillard dabei. 2017 wurde Wayne in die Boogie-Woogie Piano Hall of Fame aufgenommen. Im selben Jahr nahm er mit Tim Williams und Brandon Issak das Album Big City Black Country Blues auf. 2018 folgte Inspired By The Blues, eingespielt mit Duke Robillard (Gitarre), Billy Branch (Mundharmonika) und Russell Jackson (Bass). Myles Goodwyn and Friends of the Blues war ein weiteres Projekt, an dem Wayne 2018 beteiligt war.
2020 erschien Go, Just Do It!, 2022 Blues from Chicago to Paris: A Tribute to Memphis Slim and Willie Dixon, 2024 Ooh Yeah!.

## Auszeichnungen (Auswahl)
- 2006: Juno Award in der Kategorie „Best Blues Album“ für Let It Loose[1]
- 2017: Aufnahme in die Boogie-Woogie Piano Hall of Fame
- 2024: Blues Music Award in der Kategorie „Pinetop Perkins Piano Player“

## Diskografie
- 1995: Alive & Lose (Blue Roots)
- 1998: Blues Boss Boogie (Real Blues)
- 2002: Blues Power oder Blues Carry Me Home (Isabel) (aufgenommen in Paris, Frankreich)
- 2002: 88th & Jump Street (Electro-Fi)
- 2005: Let It Loose (Electro Fi)
- 2008: Can’t Stop Now (Electro-Fi)
- 2009: Electro-Fi Records Presents Blues Piano-Rama – Kenny „Blues Boss“ Wayne, Julian Fauth, Curley Bridges und Bobby Dean Blackburn
- 2011: An Old Rock on a Roll (Stony Plain)
- 2014: Rollin’ with the Blues Boss (Stony Plain)
- 2016: Jumpin’ & Boppin’ (Stony Plain)
- 2017: Big City Black Country Blues – Tim Williams, Kenny „Blues Boss“ Wayne und Brandon Issak
- 2018: Inspired By The Blues (Stony Plain)
- 2018: Myles Goodwyn and Friends of the Blues (Linus Entertainment)
- 2020: Go, Just Do It! (Stony Plain)
- 2022: Blues from Chicago to Paris: A Tribute to Memphis Slim and Willie Dixon
- 2024: Ooh Yeah!